# Papa Urbano I
Urbano I (Roma, ... – Roma, 19 o 23 maggio 230) è stato il 17º vescovo di Roma e papa della Chiesa cattolica, che lo venera come santo. Fu papa dal 222 fino alla sua morte.

## Biografia
Di questo papa esistono solo poche notizie certe e documentate. Secondo quanto riportato sul Liber pontificalis, era romano e ascese al soglio di Pietro durante l'imperio di Alessandro Severo. Suo padre si chiamava Ponziano.
Secondo Eusebio di Cesarea (Historia Ecclesiastica, VI, 23), dopo la morte di papa Callisto I Urbano fu eletto vescovo di Roma e fu a capo della Chiesa per otto anni. Il documento noto come Catalogo Liberiano dei papi posiziona l'inizio del suo pontificato nell'anno 223 e la sua fine nell'anno 230.
Lo scisma iniziato da Ippolito continuò ad esistere anche durante il pontificato di Urbano. Probabilmente fu proprio durante il suo pontificato che Ippolito scrisse il Philosophumena nel quale attaccava duramente Callisto I. Comunque, verso la fazione scismatica ed il suo capo, Urbano mantenne lo stesso atteggiamento che aveva adottato il suo predecessore.
Gli storici non riportano nulla di altri problemi nella vita della Chiesa di Roma in questo periodo. Il suo pontificato fu infatti piuttosto tranquillo, anche perché la famiglia imperiale, grazie alla stessa madre dell'imperatore, accettò al suo interno i riti cristiani. Alessandro Severo fu favorevole a tutte le religioni e quindi protesse anche il Cristianesimo. Sua madre, Giulia Mamea, era amica del teologo alessandrino Origene Adamantio, che aveva conosciuto ad Antiochia di Siria.
L'opinione favorevole dell'imperatore e di sua madre sul Cristianesimo consentì ai cristiani di godere di un periodo di pace completa, anche se la loro condizione giuridica non cambiò. Lo storico Lampridio (Alexander Severus, c. XXII) affermava che Alessandro Severo non creò alcun problema ai cristiani: "Christianos esse passus est". Indubbiamente la Chiesa di Roma sperimentò i felici risultati di queste propensioni e non fu mai molestata durante il regno di questo imperatore (222-235) - anche se il martirologio romano recita diversamente (vedi oltre). L'imperatore protesse i cristiani romani anche in una disputa legale sulla proprietà di un appezzamento di terreno tra il papa e dei tavernai (che invece altre fonti  attribuiscono ai tempi del predecessore). Sembra infatti che un'associazione di osti si fosse risentita per la concessione dell'imperatore alla Chiesa (quasi a titolo di risarcimento) dell'area dove era stato ucciso papa Callisto I e dove poi sarebbe sorta la basilica di Santa Maria in Trastevere. Durante il suo pontificato venne comunque notevolmente incrementato il patrimonio temporale della Chiesa.
Non si conosce nulla delle opere personali di papa Urbano. Tuttavia, l'aumento in estensione di varie catacombe romane nella prima la metà del III secolo prova che in questo periodo il numero dei cristiani crebbe notevolmente. I leggendari Atti di Santa Cecilia legano la santa, così come suo marito e suo cognato, ad Urbano che si dice abbia battezzato i suoi congiunti. Si tratta però di un resoconto privo di qualunque valore storico; lo stesso si può dire degli Atti del martirio di Urbano stesso, che sono ancora più tardi della leggenda di Santa Cecilia.
L'affermazione del Liber Pontificalis che Urbano convertì molti attraverso le sue prediche, si basa sugli Atti di Santa Cecilia. Un'altra affermazione dalla stessa fonte, secondo la quale Urbano aveva ordinato la fabbricazione di oggetti liturgici in argento, è anch'essa priva di fondamento storico e opera del redattore della sua biografia, che visse nel VI secolo e che attribuì arbitrariamente ad Urbano anche la creazione di oggetti liturgici per venticinque chiese titolari del suo tempo.
I dettagli sulla morte di Urbano sono ignoti, ma, giudicando dalla pace del periodo in cui visse, probabilmente morì di morte naturale. Secondo alcune fonti, però, Urbano fu fatto assassinare dal prefetto Almenio il 23 (o 19) maggio 230.

## Sepoltura
Ci sono due catacombe che ospitano entrambe il corpo di un vescovo di nome Urbano, ma non è chiaro in quale dei due casi si tratti del Papa. Vi è anche un corpo di Sant'Urbano che riposa in una teca nella basilica di San Francesco di Cassine. 
Negli Atti di Santa Cecilia e nel Liber Pontificalis viene sostenuto che Papa Urbano fu sepolto nelle catacombe di Pretestato sulla Via Appia. Tutti gli itinerari per le tombe dei martiri romani del VII secolo lo confermano e citano la tomba di un certo Urbano in connessione con le tombe di molti martiri che furono sepolti nelle catacombe di Pretestato. Uno di questi itinerari assegna a questo Urbano il titolo di "Vescovo e Confessore". Di conseguenza, fin dal IV secolo, ogni tradizione romana ha venerato il papa con questo nome nell'Urbano delle catacombe di Pretestato. Tuttavia, durante gli scavi di una duplice camera nelle catacombe di San Callisto, Giovanni Battista de Rossi rinvenne un frammento del coperchio di un sarcofago con l'iscrizione OUPBANOCE(piskopos) ossia "Ourbanos Episkopos" - Urbano Vescovo.
De Rossi provò che anche nell'elenco di martiri sepolti nelle catacombe di San Callisto, stilato da papa Sisto III (432-440), compariva il nome di un Urbano. Il grande archeologo giunse alla conclusione che l'Urbano sepolto nelle catacombe di San Callisto era il papa, mentre quello sepolto nelle catacombe di Pretestato era il vescovo di un'altra sede che morì a Roma e fu sepolto in queste catacombe. Tuttavia, la maggior parte degli storici è d'accordo con la tesi fondata sugli Atti di Santa Cecilia. L'iscrizione dell'epitaffio summenzionato di un Urbano in San Callisto indicherebbe infatti un periodo più tardo, come prova la comparazione con gli epitaffi nella cripta papale. Nell'elenco preparato da Sisto III e menzionato precedentemente, Urbano non è inserito nella successione di papi, ma in quella dei vescovi stranieri che morirono a Roma e furono sepolti in San Callisto. Insomma, la tesi di De Rossi sull'Urbano papa e sull'Urbano vescovo straniero è, con ogni probabilità, l'esatto opposto della realtà: Papa Urbano fu dunque probabilmente sepolto nella Catacomba di Pretestato, mentre l'Urbano che giace in San Callisto è un vescovo di un periodo più tardo e di un'altra città.
Questo punto di vista si accorda con il Martyrologium Hieronymianum. Sotto la data del 25 maggio (VIII kalendes Junii) si trova: Via nomentana miliario VIII natale Urbani episcopi in cimiterio Praetextati. La catacomba sulla Via Nomentana, tuttavia, è quella che contiene la tomba di papa Alessandro I, mentre la Catacomba di Pretestato è sulla via Appia. Louis Duchesne ha dimostrato che nell'elenco delle tombe dei papi da cui è stata presa questa notizia si è saltata una riga, per cui il documento originale riportava che la tomba di papa Alessandro era sulla via Nomentana, mentre la tomba di Papa Urbano sulla via Appia nelle catacombe di Pretestato.
Di conseguenza il 25 maggio è il giorno della sepoltura di Urbano in questa catacomba. Lo stesso martirologio, sotto la data del 19 maggio (XIV kal. Jun.), contiene un lungo elenco di martiri che inizia con i due martiri romani Calocero e Partenio che sono sepolti nelle Catacombe di San Callisto e include un Urbano: questo Urbano sembra dunque essere il vescovo straniero che con quel nome giace nelle stesse catacombe.
Nell'862 papa Niccolò I inviò parte delle reliquie a Carlo il Calvo ad Auxerre dove Urbano fu venerato quale protettore dei viticultori.

## Culto e iconografia
La Chiesa cattolica ne celebra la memoria liturgica il 25 maggio.
Dal Martirologio Romano:
Sant'Urbano I viene rappresentato come un papa canuto con ampia tonsura e barba corta.